# Anders Torstensson
Anders Torstensson (19 febbraio 1966) è un allenatore di calcio svedese, tecnico del Mjällby.

## Carriera
Torstensson ha iniziato a rivestire nel 2007 il ruolo di assistente allenatore del Mjällby, squadra che all'epoca militava nel campionato di Superettan. Nel 2009, insieme al nuovo capo allenatore Peter Swärdh, la formazione giallonera è stata promossa in Allsvenskan. A seguito dell'addio dello stesso Swärdh avvenuto al termine della stagione 2012, Torstensson è stato promosso a nuova prima guida tecnica della squadra. La sua parentesi da capo allenatore è durata fino al 16 ottobre 2013, quando si è dimesso a tre giornate dalla fine nonostante una salvezza raggiunta quasi aritmeticamente. Stando ai media, tra i motivi di questa decisione ci sarebbe anche l'insoddisfazione da parte di vari giocatori in merito alla sua gestione.
Dal giugno 2015 ha allenato, fino al successivo mese di ottobre, la squadra femminile dell'Asarums IF nella terza serie nazionale.
A partire dalla stagione 2016 è stato il capo allenatore dell'FK Karlskrona. Dopo aver centrato la promozione dalla quarta alla terza serie al termine di quella stessa annata ed aver successivamente ottenuto una tranquilla salvezza nella Division 1 2017, Torstensson è stato esonerato il 10 settembre 2018 nel tentativo da parte della società di cercare di evitare una retrocessione che poi si è ugualmente concretizzata.
Dal settembre 2018 all'agosto 2021 non ha allenato, continuando a svolgere il lavoro di preside dell'Aspero Idrottsgymnasium, una piccola scuola superiore di Karlskrona a indirizzo sportivo.
Il 3 agosto 2021 è stato richiamato – inizialmente solo a titolo temporaneo in attesa di individuare un nuovo tecnico – dalla dirigenza del suo vecchio club del Mjällby, che in quel momento occupava il penultimo posto nell'Allsvenskan 2021 dopo tredici giornate. Il 21 agosto seguente la società ha reso noto che Torstensson sarebbe definitivamente rimasto capo allenatore fino al termine della stagione. Dopo aver risollevato la squadra portandola a chiudere il torneo al nono posto in classifica con la seconda miglior difesa del campionato, Torstensson ha annunciato la volontà di tornare al suo vecchio lavoro di preside, lasciando dunque l'incarico di allenatore.
Nonostante ciò, un anno più tardi, la dirigenza del Mjällby ha chiamato Torstensson per affidargli nuovamente il ruolo di capo allenatore in vista della stagione 2023, terminata con la salvezza in virtù del decimo posto finale.
Nel corso dell'Allsvenskan 2024 Torstensson stava guidando il Mjällby a lottare per un piazzamento europeo, visto il temporaneo quarto posto in classifica dopo diciassette giornate: il 17 agosto 2024, tuttavia, il club ha comunicato l'assenza a tempo indeterminato del tecnico per via di una malattia la quale, il giorno seguente, è stata descritta dallo stesso Torstensson come una diagnosi preliminare di una forma di cancro denominata leucemia linfatica cronica. Grazie ad ulteriori test che hanno evidenziato un quadro clinico più rassicurante, Torstensson è tornato a pieno servizio a partire dal 2 settembre. Il Mjällby ha chiuso quel campionato al quinto posto, registrando però il nuovo record societario di punti (50) in una singola edizione dell'Allsvenskan.